# 369 Aëria
369 Aëria eller A893 NA är en stor asteroid i huvudbältet, som upptäcktes den 4 juli 1893 av den franske astronomen Alphonse Borrelly. Den är uppkallad efter det latinska ordet för Luft.
Den har en diameter på ungefär 73 kilometer.